# Burg Schwarzberg
Die im Volksmund Goßdorfer Raubschloss genannte Burg Schwarzberg (auch als Burg Schwarzbach bezeichnet) ist die Ruine einer Höhenburg auf 210 m ü. NN in der Nähe von Goßdorf-Kohlmühle. Sie liegt auf einem Felssporn etwa 50 Meter über der Einmündung des Schwarzbaches in die Sebnitz.

## Geschichte
Die etwa 80 × 40 Meter große Burganlage wurde vermutlich errichtet, um einen Handelsweg zu schützen, der von Bad Schandau und damit dem Elbtal nach Neustadt in Sachsen und weiter in die Lausitz verlief und unterhalb der Burg den Fluss Sebnitz querte.
1372 erfolgte die erste urkundliche Erwähnung der Burg als Swarczberg in einer Urkunde zur Erbeinigung zwischen Kaiser Karl IV. und den Wettinern. Ebenso wie die Burg Hohnstein gehörte Schwarzberg dem böhmischen Adelsgeschlecht der Berka von der Dubá und gehörte damit zur Herrschaft Hohnstein.
Außerdem diente die Burg zur Sicherung der Verbindung zwischen den beiden Hauptburgen der Berka von der Dubá: Burg Wildenstein (Hintere Sächsische Schweiz) und Hohnstein. Wahrscheinlich lebte Heinrich von der Dubá, ein Spross der Hohensteiner Berken, in den Mauern der Burg. Im Rahmen einer 1410 erfolgten Erbteilung verlor die Burg gegenüber der Burg Wildenstein auf dem Kuhstallmassiv an Bedeutung, da Heinrich von der Dubá Wildenstein als Sitz der gleichnamigen Herrschaft ausbaute und nach dort umsiedelte.
Burg Schwarzberg scheint danach dem Verfall preisgegeben worden sein oder wurde im Zuge der Hussitenkriege zerstört. In einem 1427 ausgestellten Schuldbrief von Hinko von der Dubá auf Hohnstein wird Burg Schwarzberg nicht erwähnt und in der letzten urkundlichen Erwähnung von 1456 wird sie in der Rubrik „...vor Zeiten mit festen Häusern bebaut gewesen...“ genannt.
1443 gelangte die Burg(ruine) als Teil der Herrschaft Hohnstein an den sächsischen Kurfürsten Friedrich II. Dieser war zuvor gewaltsam gegen die Berka von der Dubá auf Hohnstein sowie deren Unterherrschaft Wildenstein vorgegangen, da sie sich seit den 1420er Jahren wiederholt als Raubritter in den umliegenden Gebieten betätigt hatten. Die heute noch geläufige Bezeichnung als „Goßdorfer Raubschloss“ geht wohl auf diese Zeit zurück. Noch im Februar 1475 nächtigten 60 berittene Raubgesellen aus Böhmen im Sebnitztal zwischen Bad Schandau und Ulbersdorf und nutzten dabei vermutlich auch die Ruine der Burg als Quartier.
Der Chronist Wilhelm Leberecht Götzinger berichtete 1812 sogar von drei zum Schloss führenden Zugbrücken. Außerdem nannte er 3–4 Ellen mächtige Mauern, von vierseitigen Mauern umgebene Räume und einen tiefen in den Granit gegrabenen Brunnen, aus dem seinerzeit Pfeile und Sporen geborgen wurden.
Um die Erinnerungen an die ehemalige Burganlage wach zu halten, ließ der Rittergutsbesitzer von Ulbersdorf auf den recht spärlichen Mauerresten 1858 eine künstliche Ruine mit Zubauten eines Rundturmes und Spitzbogengemäuer errichten. Dabei markiert der Rundturm mit hoher Wahrscheinlichkeit den Standort eines alten Burgturms. Die im Westteil noch vorhandenen 2 Meter starken Mauern stammen von einem Hauptgebäude der alten Burg. Reste der ursprünglichen Umfassungsmauer sind im Süden, Westen und teilweise im Norden erkennbar. Die tiefen Gewölbe sowie der Burgbrunnen sind verschüttet, letzterer auch nicht mehr lokalisierbar. Der Hauptzugang zur Burg befand sich im Nordwesten, er war mit einem Wallgraben und wohl mindestens einer Zugbrücke (nach Götzinger sogar drei Zugbrücken) gesichert.
Auf der unterhalb im Schwarzbachtal gelegenen „Schloßwiese“ sollen weitere Gebäude gestanden haben, die zur Reitbahn der Ritter gehörten. Die hier noch vorhandenen Spuren wurden durch den Bau der Schwarzbachbahn, welche den Felssporn der Burg Schwarzberg mit einem Tunnel unterquerte, weitgehend verwischt.
2003 erfolgte eine Restaurierung der Ruinenreste. Dabei wurde die künstliche Ruine mit einem Schrägdach versehen.

## Naturschutz
Der Bergsporn um die ehemalige Burganlage ist mit einer Fläche von ca. 5 Hektar als FlächenNaturdenkmal (FND) „Schwarzberg“ geschützt. Der Schutzstatus begründet sich aus dem Vorhandensein eines etwa 200 Jahre alten artenreichen Laubwaldes mit wertvoller Bodenvegetation. Dazu zählen u. a. Frühlings-Platterbse, Braunstieliger Streifenfarn, Schwalbenwurz, Bärenschote, Große Sternmiere und Waldmeister.

## Sagen und Erzählungen
- Die Schatzgräber am Goßdorfer Raubschloß (Mythische Sage)
- Der Sterndeuter im Goßdorfer Raubschloß (Romanische, literarische Sage)[6]
- Das schwarze Raubschloß zu Goßdorf (Roman)
- Der schwarze Tod im Jahre 1349 im meißner Hochland (Roman)[7]

## Galerie

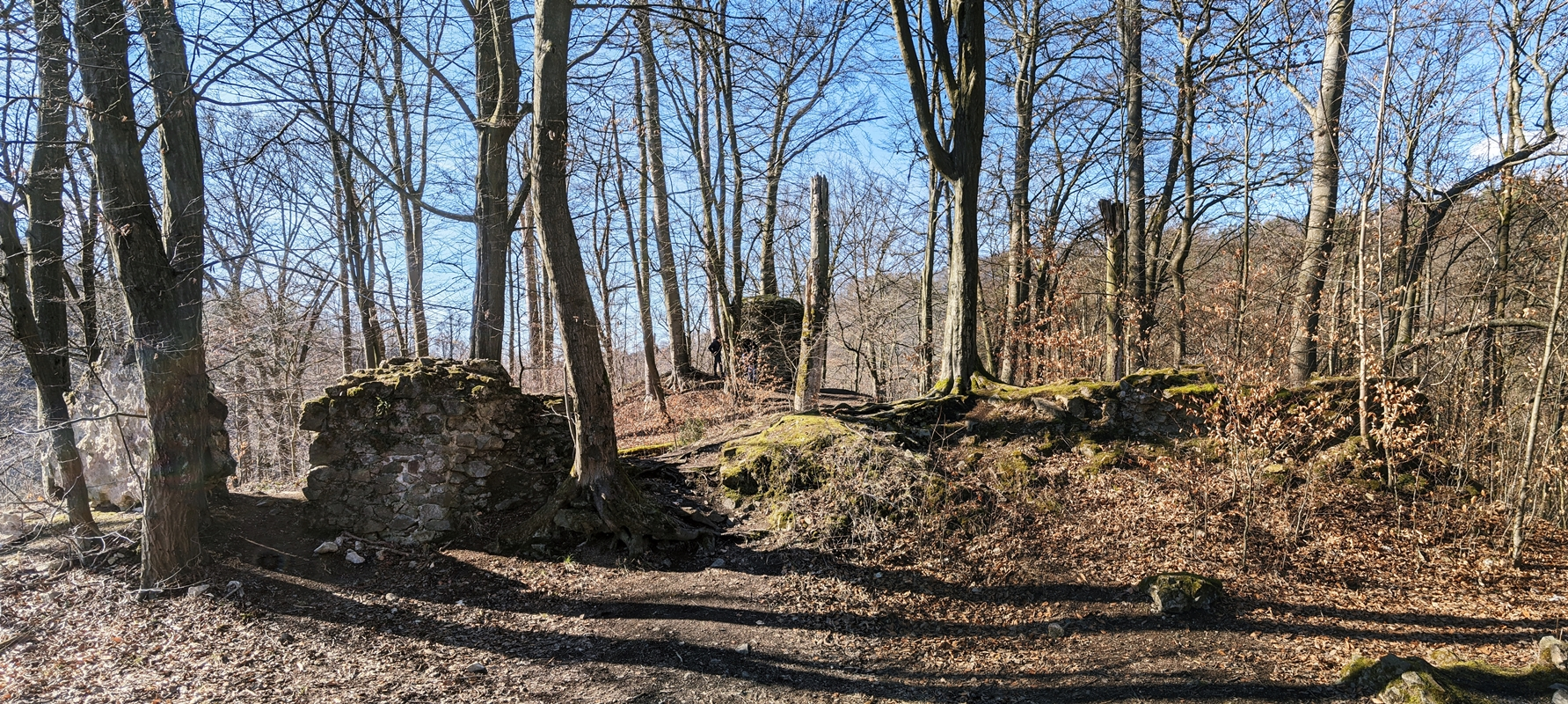
Blick von der künstlichen Ruine über das Burgplateau, im Vordergrund Mauerreste des Hauptgebäudes, im Hintergrund der Rundturm
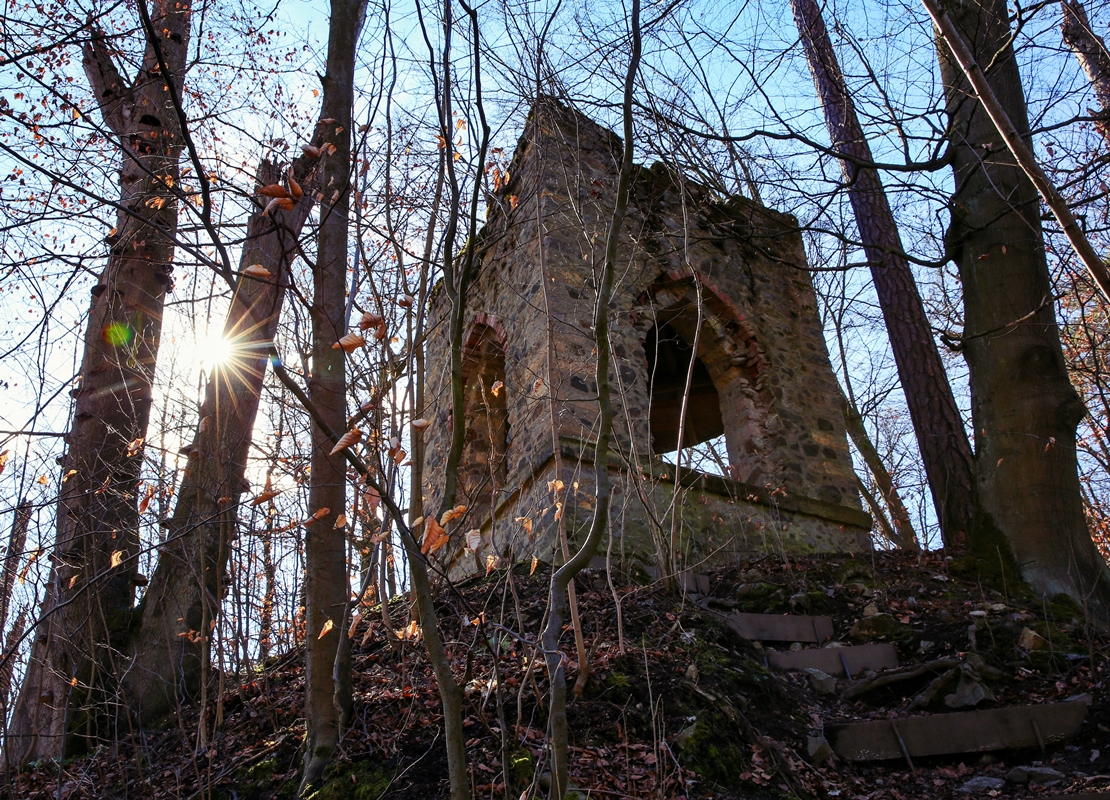
Blick vom Westhang auf die künstliche Ruine
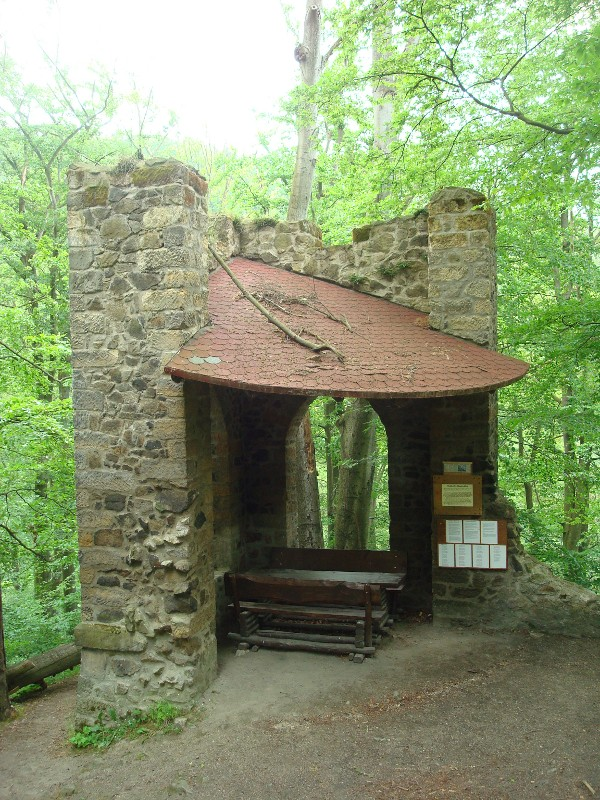
Die als Rastplatz genutzte künstliche Ruine
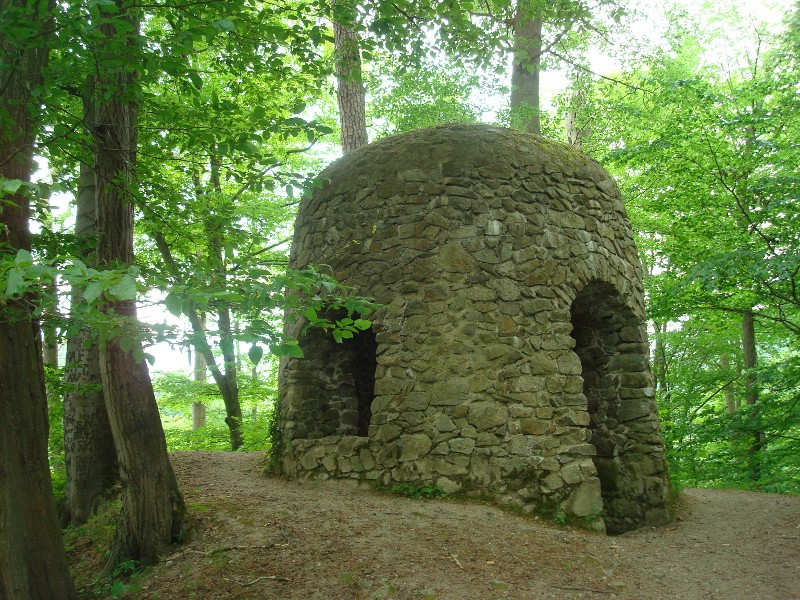
Blick auf den Rundturm
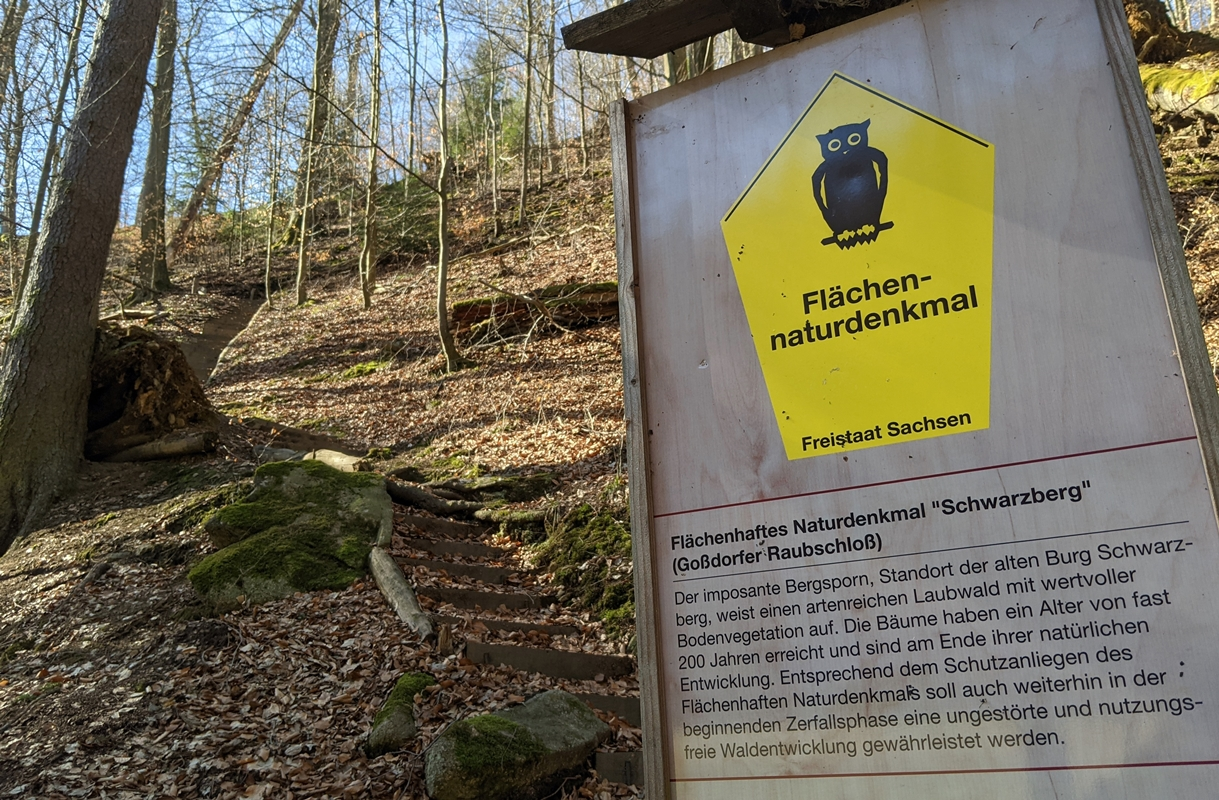
Informationstafel zum Flächennaturdenkmal am Westaufstieg